# Tohabaum

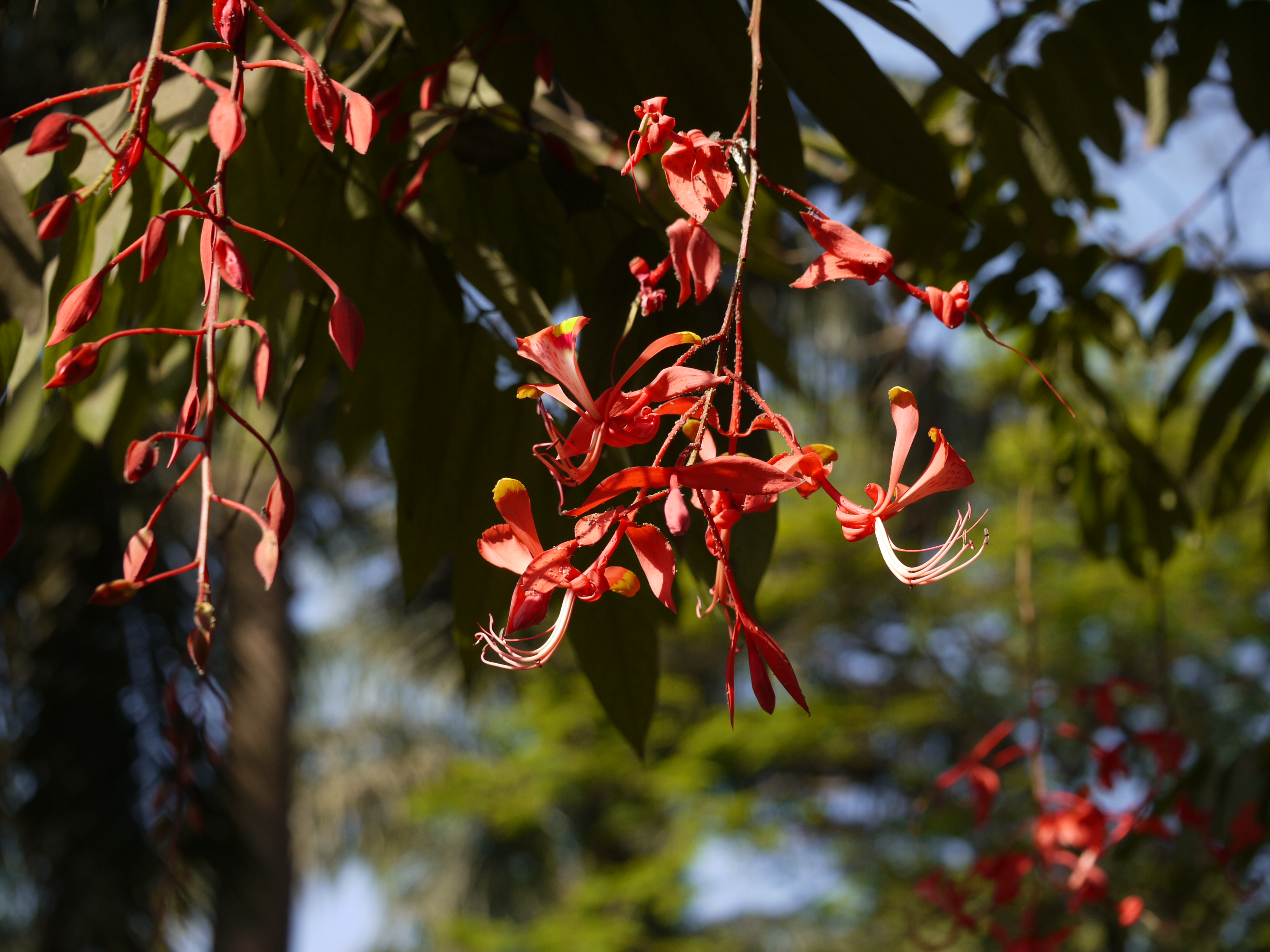
Blütenstand

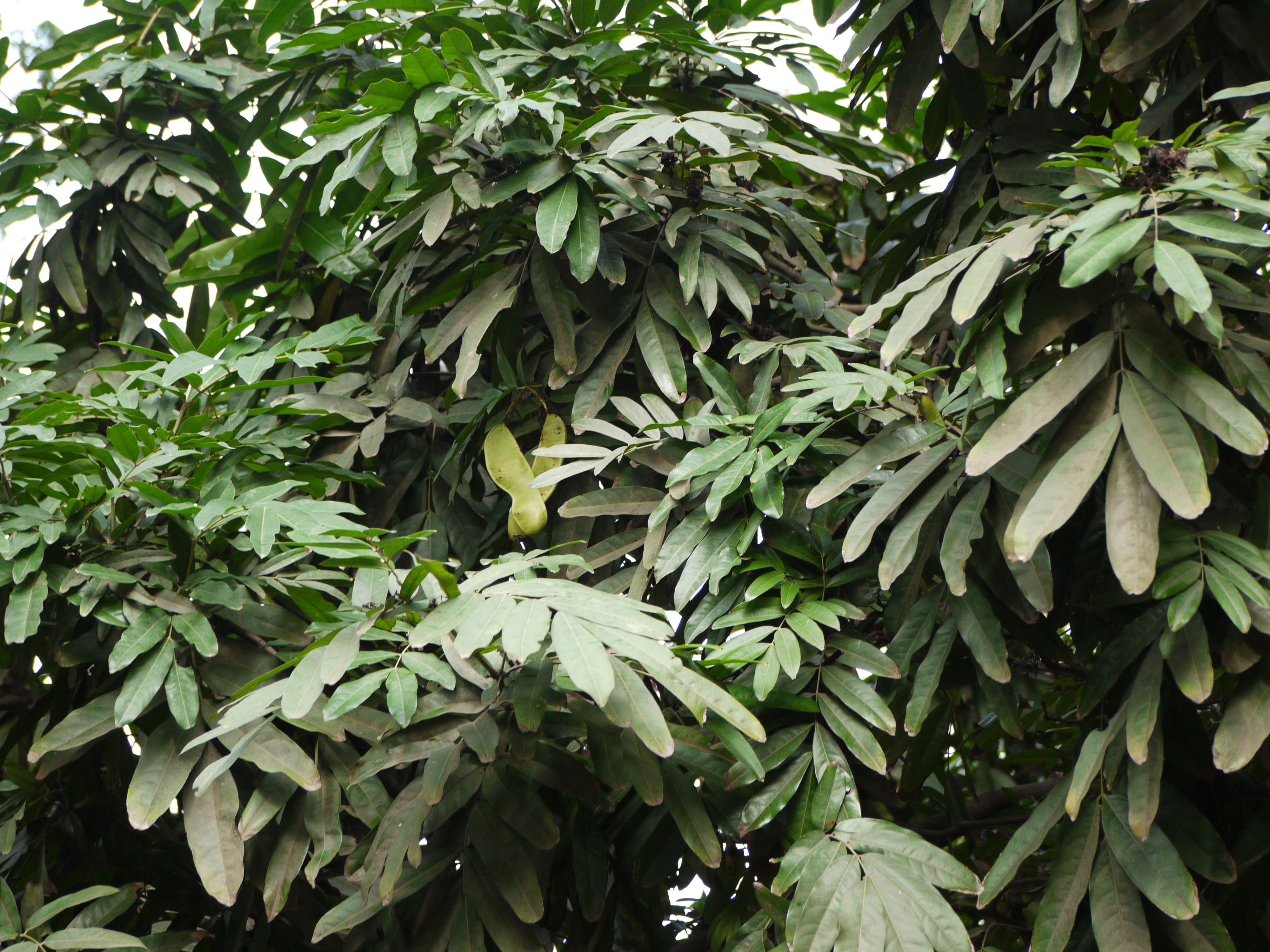
Blätter und unreife Früchte

Der Tohabaum (Amherstia nobilis) ist ein seltener Baum in der Familie der Hülsenfrüchtler aus der Unterfamilie der Johannisbrotgewächse. Er kommt in Myanmar, Thailand und in Indien, Bangladesch,  Neuguinea sowie in Java vor. Es ist die einzige Art der Gattung Amherstia.

## Beschreibung
Amherstia nobilis wächst als immergrüner Baum mit dichter Krone bis etwa 15–18 Meter hoch.
Die wechselständigen und gestielten, leicht ledrigen Laubblätter sind paarig gefiedert mit 12–16 Blättchen. Die kurz gestielten, etwa 15–25 Zentimeter langen, kahlen Blättchen sind ganzrandig und eiförmig, -lanzettlich bis elliptisch, lanzettlich oder verkehrt-eilanzettlich. An der Spitze sind sie spitz bis geschwänzt. Die größeren Nebenblätter sind abfallend. Die jungen Blätter sind rötlich bis kupfer-, bronzefarben und erscheinen als auffällige, hängende und kompakte Gruppe.
Es werden lockere, hängende und endständige, lange, langstielige sowie reichblütige Trauben gebildet. Die langstieligen, großen Blüten sind zwittrig mit doppelter Blütenhülle. Es sind zwei größere, rötliche, beständige und petaloide Vorblätter und ein abfallendes Tragblatt vorhanden. Es sind vier Kelchblätter vorhanden und zwei sind verwachsen. Es sind fünf rote Kronblätter vorhanden, ein großes, lang genageltes (Fahne), mit einem gelben Punkt an der Spitze, zwei mittlere, verkehrt-eilanzettliche, mit einem gelben Punkt an der Spitze und zwei sehr kleine, pfiemliche. Die 10 (oder nur 9) langen und vorstehenden Staubblätter sind diadelpisch, die 9 sind im unteren Teil in einer langen Rinne, oben am langen, röhrigen Blütenbecher verwachsenen, sie sind im vorderen, freien Teil ungleich lang. Manchmal fehlt das freie Staubblatt. Die Antheren sind abwechselnd ungleich groß. Der längliche, kurz gestielte Fruchtknoten ist oberständig am Schlund des Blütenbechers angeheftet. Der Griffel ist lang und fadenförmig mit minimaler, kopfiger Narbe. Es ist ein Diskus vorhanden.
Es werden flache, bespitzte, etwa 10–20 Zentimeter lange, ledrig-holzige und kahle Hülsenfrüchte mit 4–6 Samen gebildet. Die flachen, hellbräunlichen, 2–2,5 Zentimeter großen Samen sind eiförmig bis elliptisch.

## Taxonomie
Die Erstbeschreibung der Gattung Amherstia und der Art Amherstia nobilis erfolgte 1829 durch Nathaniel Wallich in Plantae asiaticae rariores 1: 1, t. 1, 2. Der Gattungsname ehrt die britische Adlige und Pflanzensammlerin Sarah Amherst (1762–1838).